# L'angelo del crepuscolo
L'angelo del crepuscolo è un film del 1942 diretto da Gianni Pons.

## Trama
Anna, una giovane assistente in un ospizio per vecchi è in attesa di un figlio senza che il padre si decida a prendersi le sue responsabilità, viena allora soccorsa da un nobiluomo che la aiuta a superare le difficoltà del suo stato di ragazza madre.
L'uomo con la sua generosità e benevolenza riesce a far cambiare idea a tutti gli anziani ricoverati sullo stato della giovane, e alla fine riuscirà a far sposare la ragazza con il legittimo padre del bambino.

## Distribuzione
Il film venne distribuito nel circuito cinematografico italiano il 7 dicembre 1942.